# 제3지대 2
제3지대 2(속 제삼지대)는 한국에서 제작된 최무룡 감독의 1969년 영화이다. 최무룡 등이 주연으로 출연하였고 이민덕 등이 제작에 참여하였다.

## 출연

### 주연
- 최무룡
- 김지미
- 박노식
- 최남현

## 제작진
- 조명: 서병수
- 미술: 임명선